# داگلاس ایکس‌پی-۴۸
داگلاس ایکس‌پی-۴۸ (به انگلیسی: Douglas XP-48) یک هواپیمای ساختِ کارخانهٔ شرکت هواپیماسازی داگلاس در کشور ایالات متحده آمریکا است. نخستین استفاده‌کنندهٔ این هواپیما تفنگداران هوایی ارتش ایالات متحده آمریکا بوده‌است.